# Cool jazz

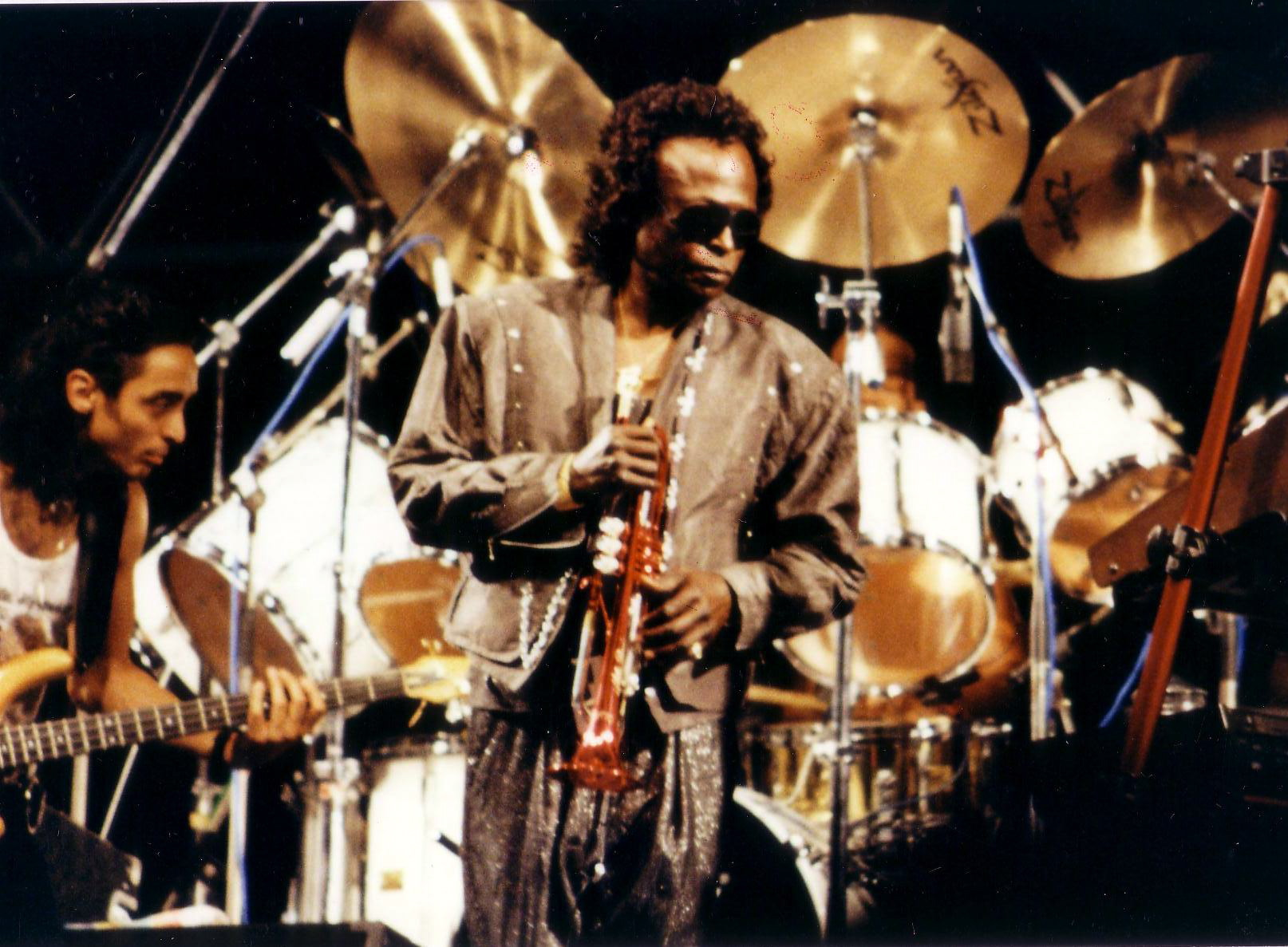
Miles Davis på jazzfestivalen i Nice, 1989

Cool jazz är en stil inom jazz. Stilen etablerades redan från slutet av 20-talet men var då mer av en minoritetsgenre än vad den är idag. Cool jazz nådde sin högsta statusnivå runt 50-talet då den var lika populär som all annan typ av jazz.[källa behövs]

## Kännetecken
Cool jazz kan relateras till liknande subgenrer såsom West Coast jazz, chamber jazz, lounge funk och smooth jazz. Till skillnad från dessa övriga stilar är cool jazz mer sparsam i tonspråket, och förekommer ofta med ett lugnare tempo. Det mer lågmälda och detaljerande uttrycket i improvisation och låtstruktur tar plats.

## Historik
Även om uttrycket “cool jazz” inte började användas förrän i mitten av 50-talet har stilen präglats av ett "sound" ett par decennier tidigare. Populärjazzen på den tiden kallades istället för “hot jazz” på grund av sin upptakt och intensiva tonspråk, ofta då i form av swing. Även om det är svårt att exakt bestämma tid och plats för uppkomsten av cool jazz så händer det något nytt och annorlunda våren 1927. Frankie Trumbauer och hans orkester spelar jazz på ett sätt som aldrig hörts förut. De spelar lugnt och sensuellt och börjar utmana normen på ett experimentellt sätt. Detta sätt att utmana gränserna eskalerar alltmer. 1948 satte Miles Davis ihop sitt "Tuba Band" med artister som Gerry Mulligan, Lee Konitz och Kai Winding. Stilen fick ett helt nytt uttryck då de började använde sig av oortodoxa instrument och förändrade harmonistrukturer.
Stilen har bidragit med ett av de bäst säljande jazzalbumen, skivan “Kind of Blue” av Miles Davis (1959).
Stilen har utformat sig till att bli alltmer atmosfärisk med modernare instrument och digitala effekter. Maria Schneider (dirigent) sätter en ny prägel på formen med albumet "Cerulean Skies". Istället för en jämnare och genomgående intensitet byggs musiken upp med minimalistiska verktyg för att sedan nå crescendon. Vi ser här en större skillnad i dynamiken jämfört med tidigare präglingar av cool jazz.

## Artister
Andra artister som varit viktiga och framträdande inom cool jazz är bland andra Bill Evans, Chet Baker, Gerry Mulligan, Stan Getz, Billie Holiday och Ahmad Jamal.
Bland svenska företrädare för genren kan nämnas Gösta Theselius, Bengt Hallberg, Lars Gullin och Rolf Billberg.